# رويس جونز
رويس جونز (بالإنجليزية: Royce Jones)‏ هو مغني وموسيقي أمريكي، ولد في 15 ديسمبر 1954 في لوس أنجلوس في الولايات المتحدة.

## وصلات خارجية
- رويس جونز على موقع ميوزك برينز (الإنجليزية)
- رويس جونز على موقع ديسكوغز (الإنجليزية)